# Парва
Парва (рум. Parva) — комуна у повіті Бистриця-Несеуд в Румунії. До складу комуни входить єдине село Парва.
Комуна розташована на відстані 350 км на північ від Бухареста, 29 км на північ від Бистриці, 99 км на північний схід від Клуж-Напоки.

## Населення
За даними перепису населення 2002 року у комуні проживали 2653 особи, усі — румуни. Усі жителі комуни рідною мовою назвали румунську.
Склад населення комуни за віросповіданням:
| Релігія        | Кількість осіб | Відсоток |
| -------------- | -------------- | -------- |
| православні    | 2051           | 77,3%    |
| п'ятдесятники  | 598            | 22,5%    |
| старообрядці   | 3              | 0,1%     |
| греко-католики | 1              | < 0,1%   |

## Зовнішні посилання
- Дані про комуну Парва на сайті Ghidul Primăriilor